# Flughafen Derry

i7
i11
i13
Der Flughafen Derry (englisch City of Derry Airport, irisch Aerfort Chathair Dhoire, IATA-Code: LDY, ICAO-Code: EGAE) ist ein Regionalflughafen nahe der zweitgrößten nordirischen Stadt Derry.

## Geschichte
Im Zweiten Weltkrieg war er als Militärflugplatz RAF Eglinton bekannt. Seit den 1970er Jahren ist der Flughafen stetig gewachsen. Er hatte 2004 etwa 240.000 Passagiere. 
Dem Flughafen wurde im Mai 2007 wegen erheblicher Mängel der Flugbetriebsflächen von der britischen Zivilluftfahrtbehörde CAA für fünf Tage die Betriebserlaubnis entzogen.

## Lage und Verkehrsanbindung
Der Flughafen liegt etwa 10 km nordöstlich der Stadt Derry am Lough Foyle auf dem Gebiet der Gemeinde Eglinton.

## Fluggesellschaften und Ziele
Derry verfügt über Verbindungen zu mehreren regionalen Zielen sowie einigen teils saisonalen europäischen Urlaubsdestinationen, beispielsweise Birmingham, Glasgow, Alicante und Palma. Größte Fluggesellschaft vor Ort ist Ryanair. Verbindungen zu deutschsprachigen Zielen oder Langstrecken werden derzeit nicht angeboten.